# 宮崎善吾
宮崎 善吾（みやざき ぜんご、1917年（大正6年）4月17日 - 2006年（平成18年）12月13日）は、元・佐賀県副知事。

## 人物・来歴
宮崎林三郎（2代目）の長男として佐賀県に生まれる。
九州大学卒業後、佐賀県職員となる。同県副知事まで登りつめ、1978年（昭和53年）6月から1979年（昭和54年）5月までその地位にあった。ほかに佐賀清和学園理事長、エフエム佐賀社長、財団法人佐賀経済調査協会理事長などを歴任。佐賀の顔役の1人であった。1987年、勲三等瑞宝章を受章。
第一勧業銀行頭取を務めた宮崎邦次は実弟。邦次は『第一勧業銀行総会屋利益供与事件』の発覚によって非業の死を遂げるが、善吾はその死について多くを語らず、香典やおくやみの言葉を贈ろうとする者はかなりの数にのぼったが、一切、断った。
2006年（平成18年）12月13日、脳梗塞で死去。享年89。